# シュタイアー1500
シュタイアー1500は、第二次世界大戦中の1942年からドイツ国防軍向けに生産された空冷8気筒V型ガソリンエンジンを搭載したシュタイアー・ダイムラー・プフ（以下シュタイアー社）のペイロード1.5トン小型トラックまたは兵員輸送車。2つの駆動方式（A:全輪駆動、S:後輪駆動）が製造された。
シュタイアー社内での名称はシュタイアー270。
1968年まで26年以上にわたって製造された一連のシュタイアー・ボンネットトラックの最初のものだった。
日本語表記では「シュタイアー」と「シュタイヤー」で表記の揺らぎがあるがドイツ語の発音（Steyr [ˈʃtaɪ̯ɐ] ( 音声ファイル)）を基に、本稿ではシュタイアーとする。

## 概要
1938年3月のオーストリア併合後、オーストリアの軍需産業はドイツの陸軍兵器局の指導下に組み込まれ、軍用車両の整理・統合計画であるシェル・プランの策定が進められた。
シェル・プランは戦争経済のための戦略的な準備であり、種類を減らすことによって供給を簡素化することだった。また、オフロード機能に対する軍の要求を満たす全輪駆動の自動車を開発し、凝った機構が災いして生産効率が決して良くない統制型乗用車を置き換え、統合された仕様で大量生産することだった。
1940年1月1日に発効したこの計画により、トラックの車種数が114車種から19車種に、乗用車の車種数が52車種から30車種に削減された。
シュタイアー社では、ドイツ国防軍の中・重統制型乗用車や、クルップ・プロッツェなどの車両に取って代わるシュタイアー1500の開発と、1942年以降のシュタイアー1500A/Sの生産が承認された。
空冷V8ガソリンエンジンなどのコンポーネントは、1942年9月から製造されたRSOトラクターにも使用された。これはシュタイアー1500と同じ生産ラインで生産することができた。

## 開発

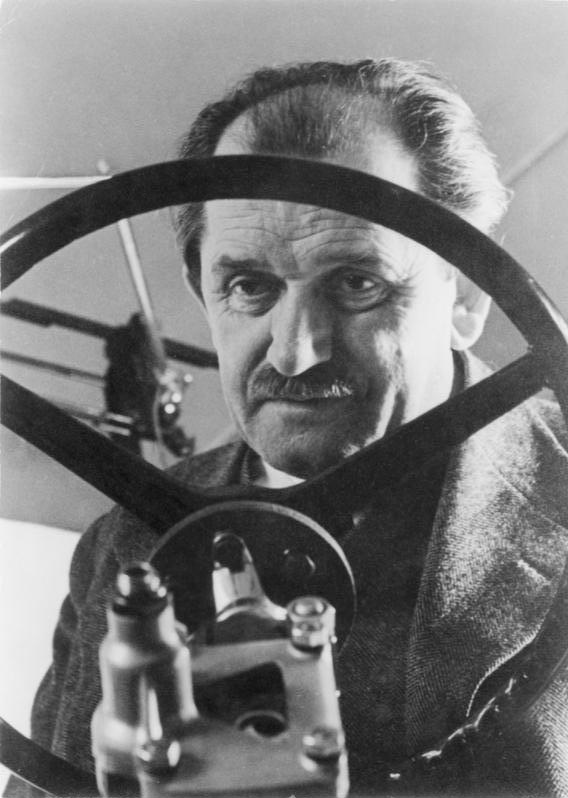
フェルディナンド・ポルシェ

シュタイアー社はシュトゥットガルトに本拠を置くDr. Ing. h. c. F. Porsche AGへ、シュタイアー270（トラック仕様）と274（兵員輸送車仕様）の開発を依頼した。
フェルディナンド・ポルシェは、20世紀初頭から様々な自動車会社の開発者として働いており、VWビートルとなるKdF-Wagenプロジェクトの車両製造における費用対効果の高い量産にすでに携わっていた。
1940年、シュタイアー社はポルシェと開発契約を結び、ポルシェ・タイプ146(後輪駆動)とタイプ147(全輪駆動)の呼称が与えられた。

## 生産
基本モデルはペイロード1.5トンのトラックと兵員輸送車だった。
タイプ A/01(内部スペアタイヤ付き) は1942年8月頃まで、その後タイプ A/02（外部スペアタイヤ付き）が生産され、1943年以降、この車両は中統制型乗用車（Kfz.11および12）に取って代わった。
1.5トンクラス兵員輸送車は、ドイツ国防軍によって8人小隊の集団用車両として使用された。メルセデス・ベンツの兵員輸送車（タイプL 1500 A）と同様に、重統制型乗用車の代わりに部隊に配備された。
1942年半ばから1945年まで(最後はペイロードを増したシュタイヤー2000として)、シュタイアー社とライセンス生産を請け負ったのアウトウニオンは、主にシュタイアー1500として、様々なバージョンで約30,000台の車両を生産した。
1942年から1944年にかけて、シュタイアー社とケムニッツのアウトウニオンが12,450台、1943年から1945年にかけて、10,000台がツヴィッカウのアウディ社とジークマールのヴァンダラー社の車両工場の2つの工場で生産された。
1944年8月から1945年4月にかけて、ペイロードを2トンに増したシュタイアー2000Aが7,000両以上生産された。
トラック仕様は、戦況の悪化に伴って材料を節約する目的で後部フェンダーは省略された。
終戦前の最後の数か月は原材料の不足に対応して、主に木材とプレス段ボールで構成された新しい標準キャブも使用した。
第二次世界大戦後に、さらにいくつかのシュタイアー270が製造された。

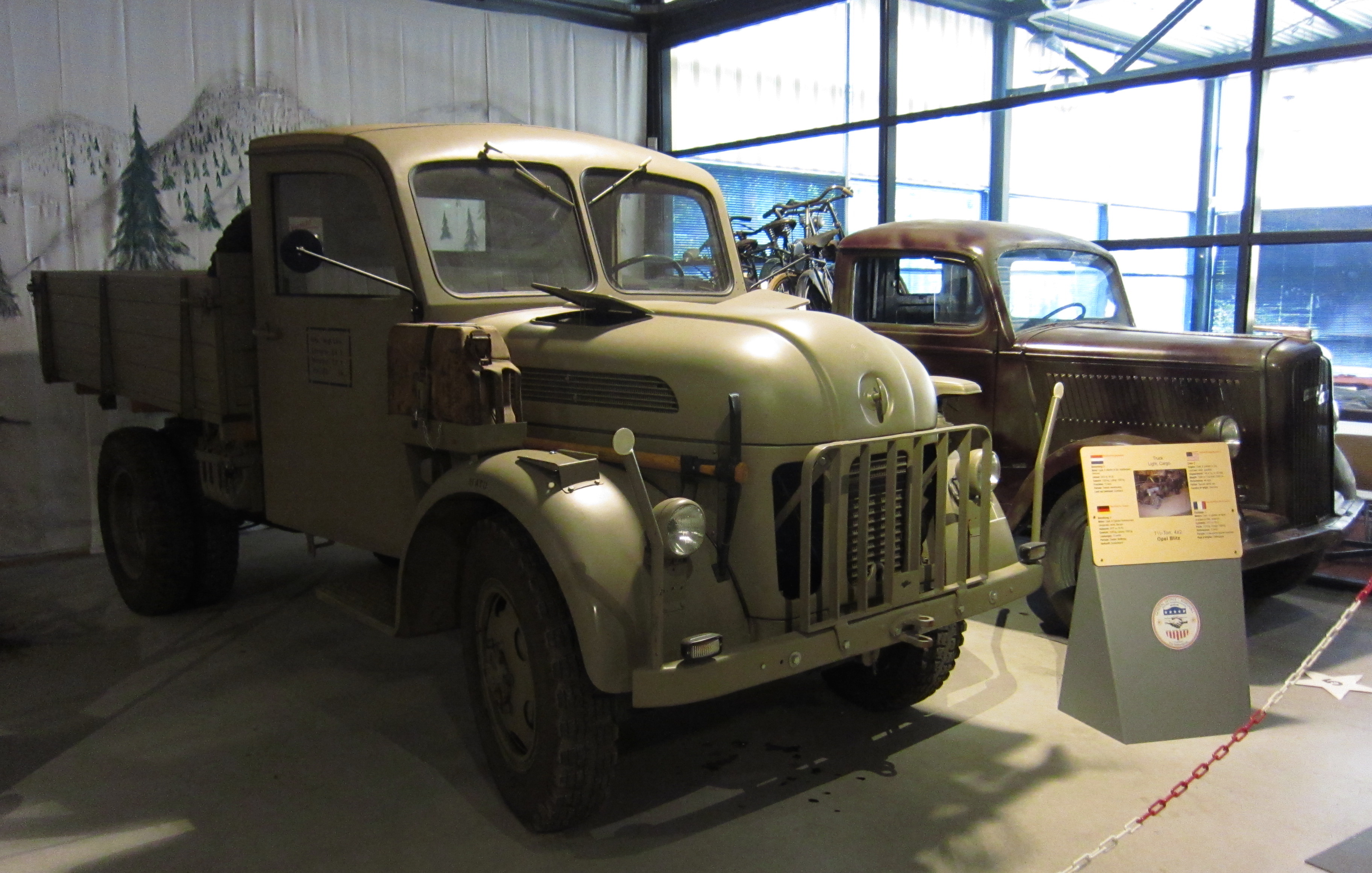
通常型キャブのトラック
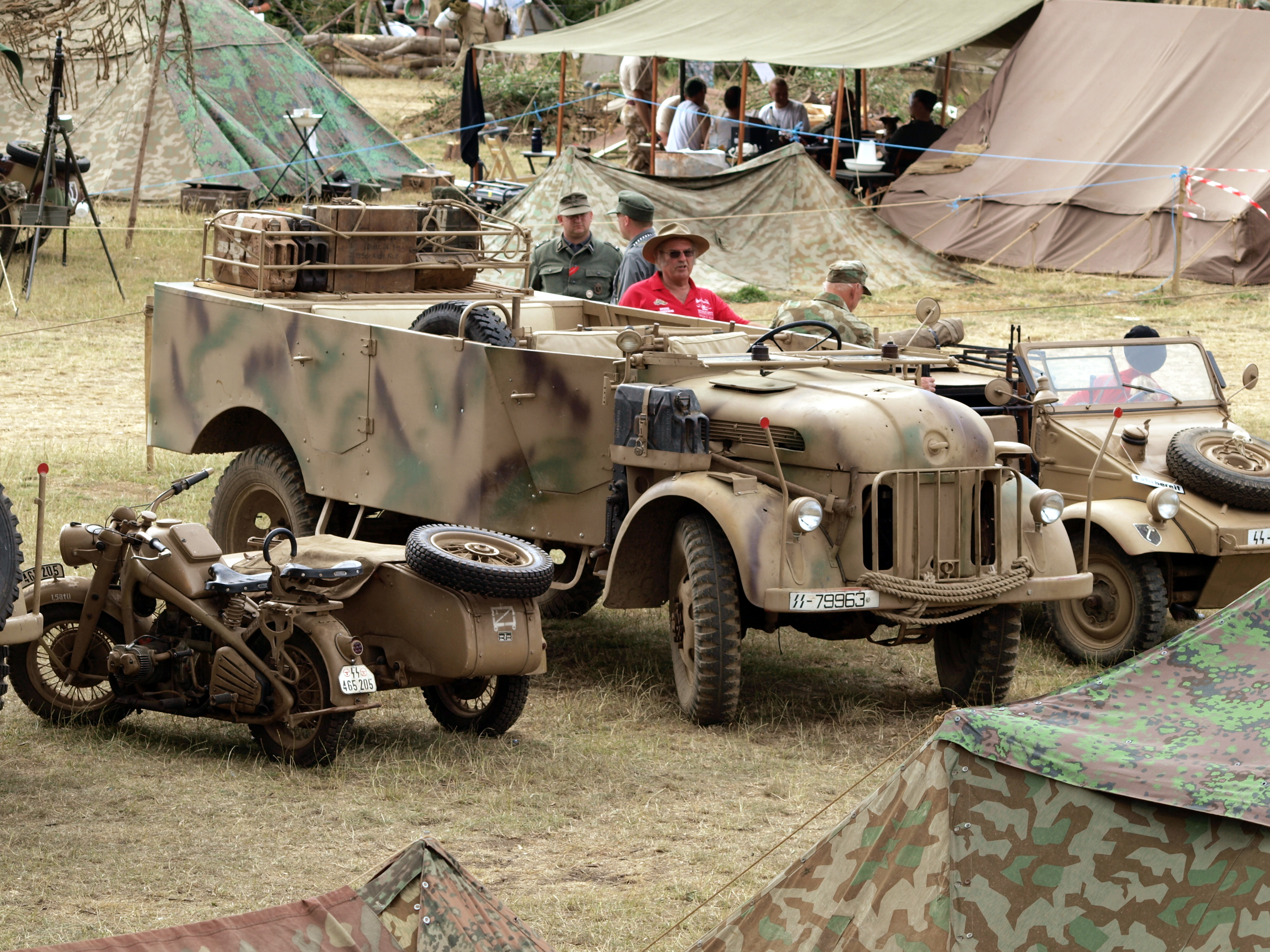
兵員輸送型
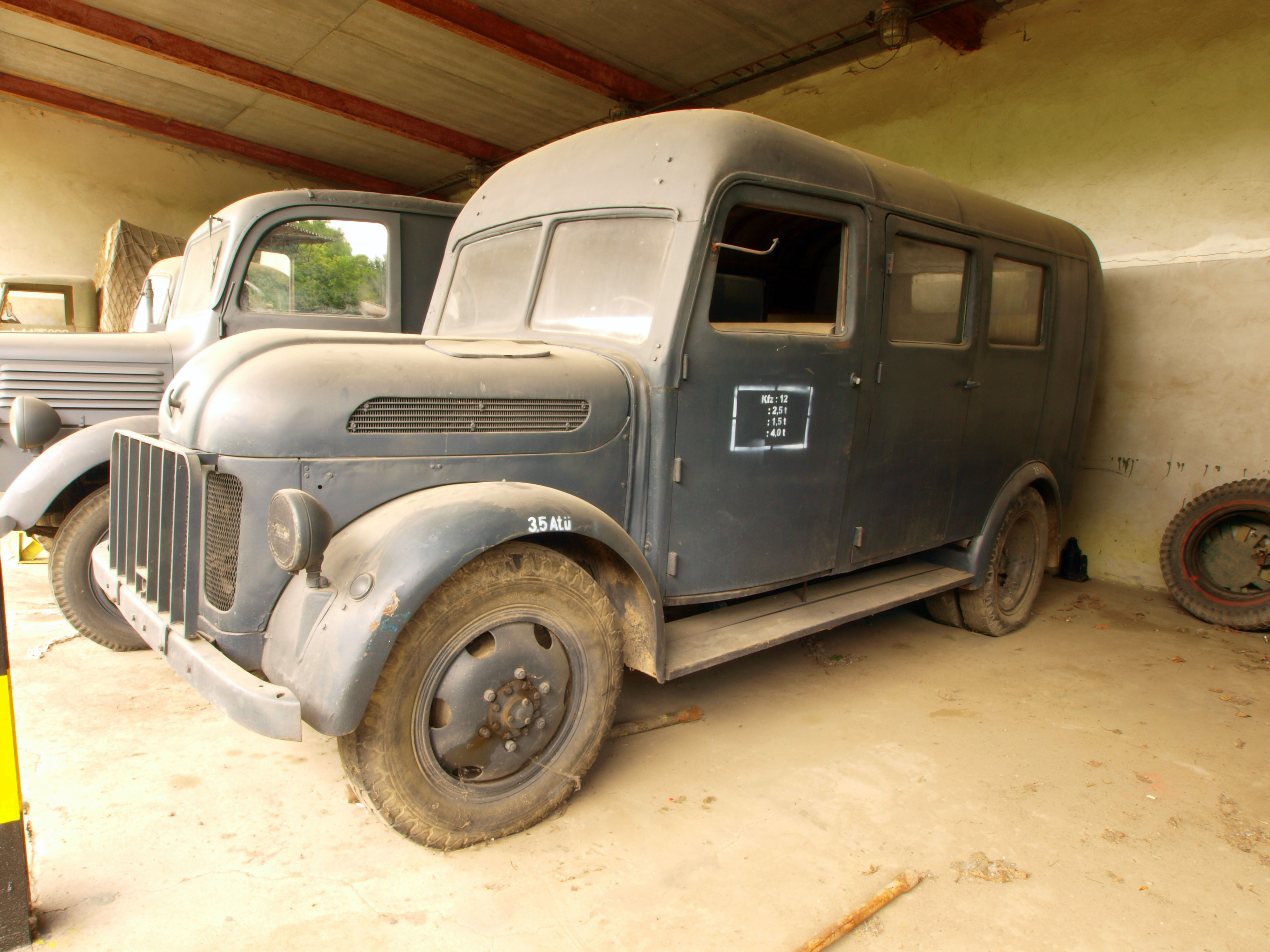
バンタイプ
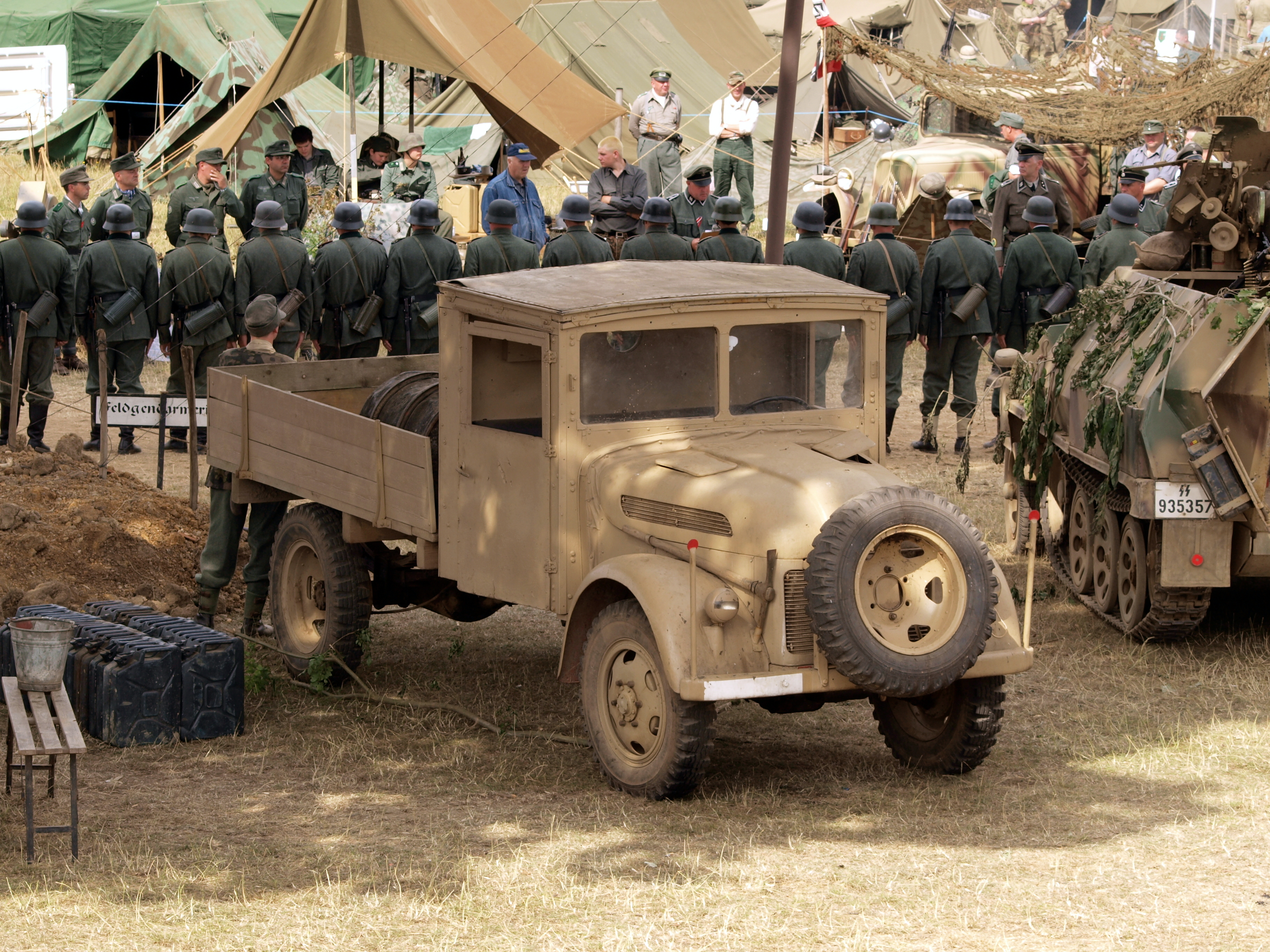
標準キャブのトラック。 後部フェンダーも省略されている
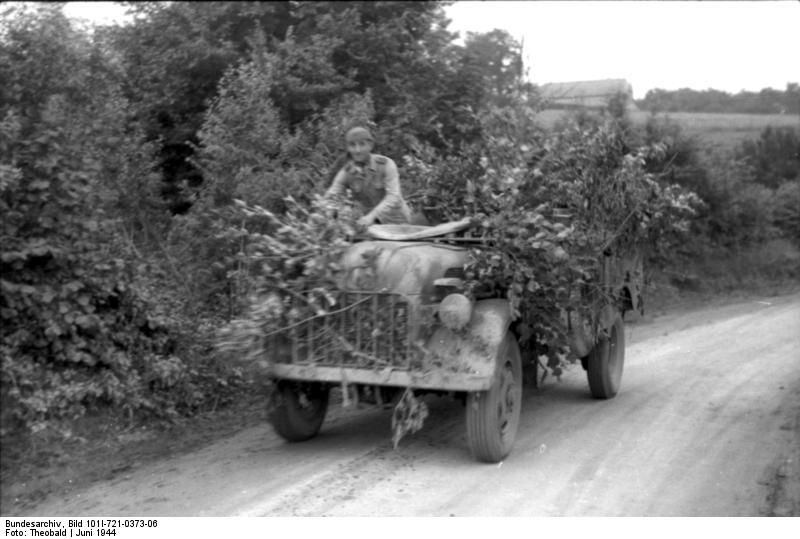
前線で使われる兵員輸送型

## 特殊仕様

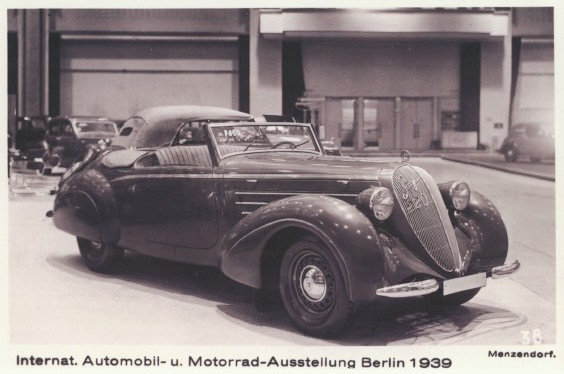
グレーザー社がボディを作った
シュタイアー220カブリオレ

### スタッフカー
将官やその幕僚を乗せる特別仕様車には、ドレスデンのグレーザー・カロッセリエ社のボディが装備された。グレーザー社はボディ架装メーカーとして長い歴史を持ち、シュタイアー220の高級特装車のサプライヤーだった。
戦時下、高級な特装車の市場が存在しなくなることを考慮して、グレーザー社の生産能力は軍需へ変換された。シュタイアー1500のコンバーチブルボディの製造は、グレーザー社の当初の事業に近いプロジェクトだった。
これらの「スタッフカー」のデザインは軍用車両としては高級感があり、柔らかなフォルムを見せていた。運転席と助手席の後ろには、布張りのリアベンチがあり、その後ろにはトランクが後部に出ていた。プロトタイプや初期のモデルでは、タイプ A/01の車両の左のボディのくぼみにスペアタイヤが組み込まれていたため、左側のリアドアは非常に狭くなっていた。このモデルでは、前後のドアを前方に開く必要があり、ベンチシートはほぼ車軸のさらに後ろに座っていた。ベース車両がタイプ A/02に切り替わるとサイドのスペアタイヤがなくなったためドアの幅が広くなった。また、リアベンチシートが前方に移動したため、トランクの容量が増加した。このタイプが多く生産された。
この車両の有名なユーザーは、ドイツのヴァルター・モーデル、ハンス＝ユルゲン・フォン・アルニム、ハンス＝ヴァレンティーン・フーベ、ゲオルク・フォン・キュヒラー、そしてフィンランドの最高司令官マンネルヘイム元帥がいた。

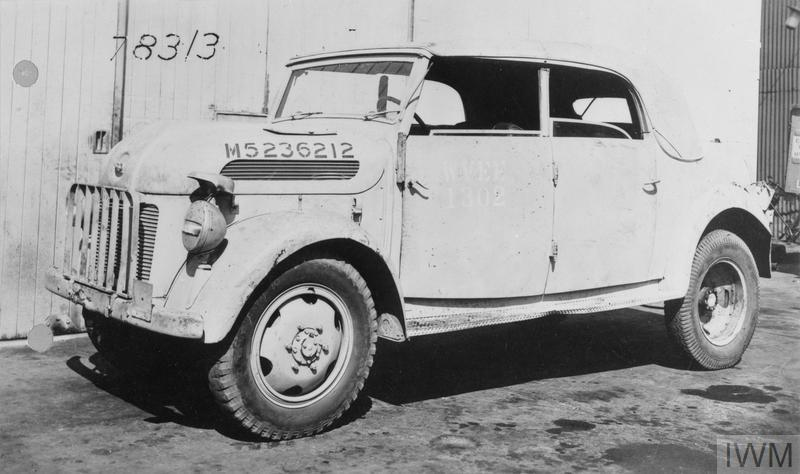
後期型（タイプ A/02）のスタッフカー仕様
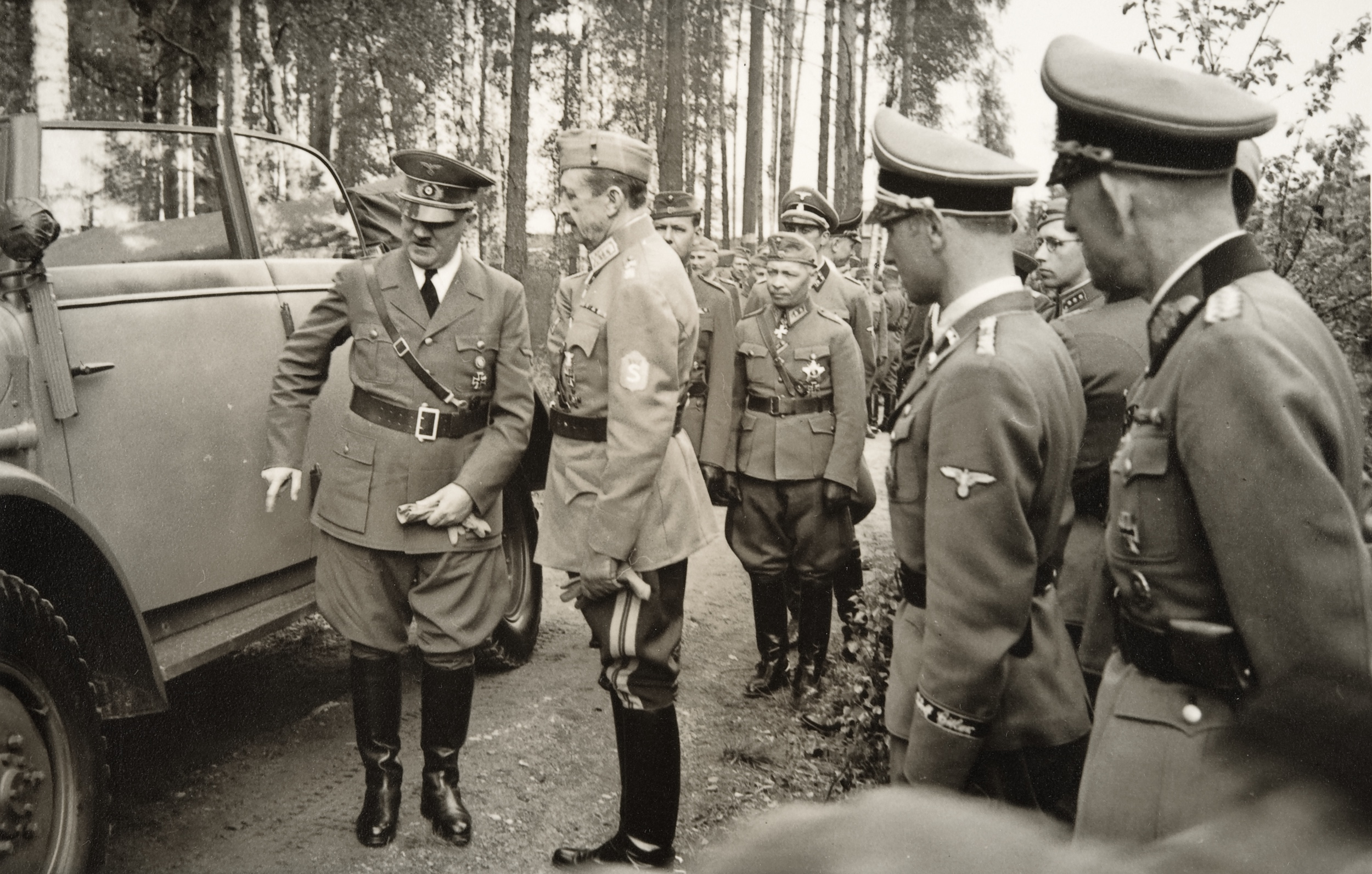
マンネルヘイム元帥へスタッフカーを贈るヒトラー
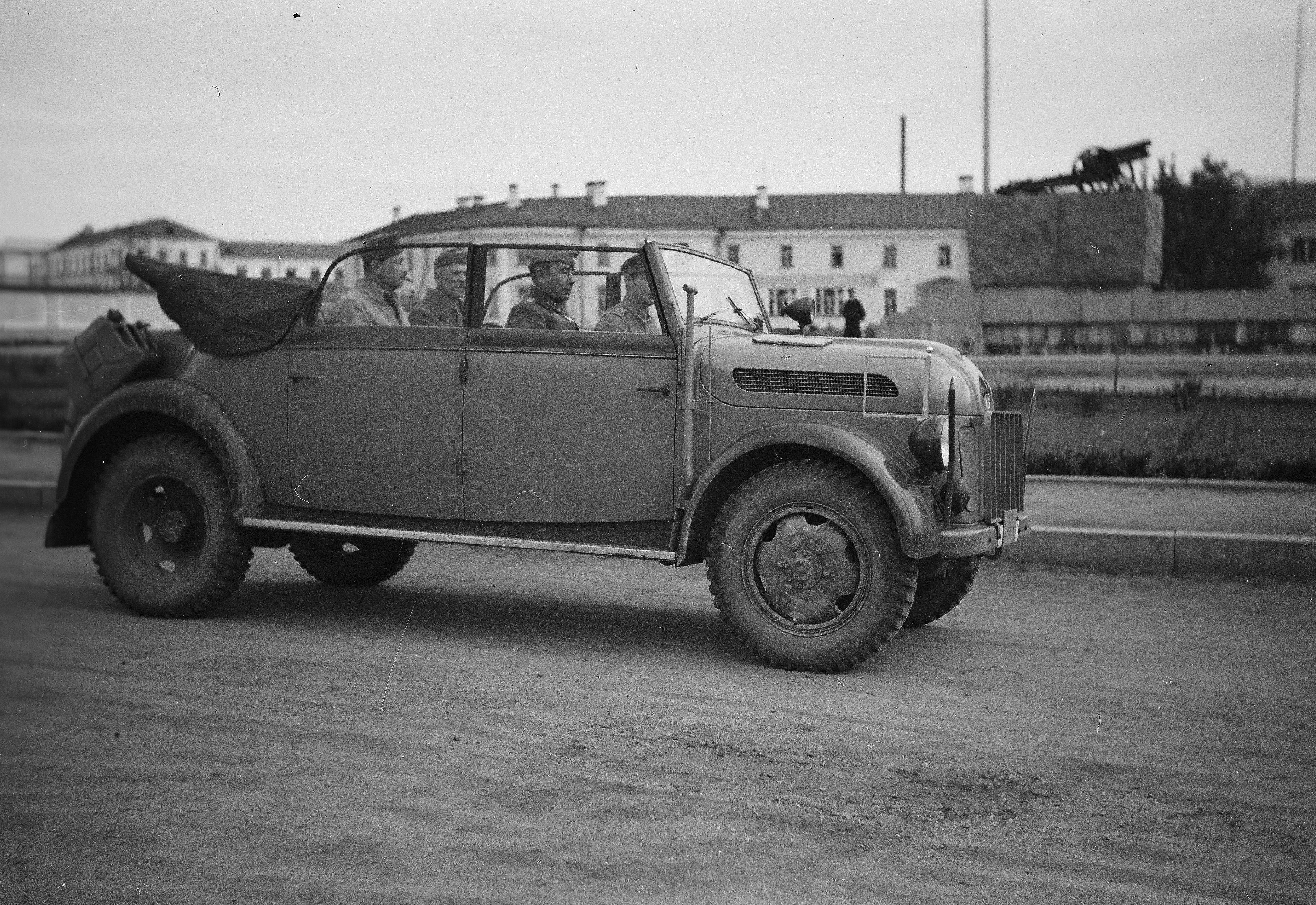
ヒトラーから贈られたスタッフカーに乗るマンネルヘイム元帥と幕僚

### 通信部隊と医療部隊用上部構造
通信部隊向け車両は、中統制型乗用車をベースにした無線機装備車（Kfz.15、Kfz.17、Kfz.17/1）の後継になった。
一定の割合で、荷台に箱状の上部構造（ボックスボディ）を架装して製造された。
少数製造された医療部隊用ボックスボディは、主にフェノーメン社製トラックをベースにした野戦救急車（Kfz.31）の不足を補った。原則として、最大4人分の担架か、2人分の担架と4人の座った負傷者を輸送できた。

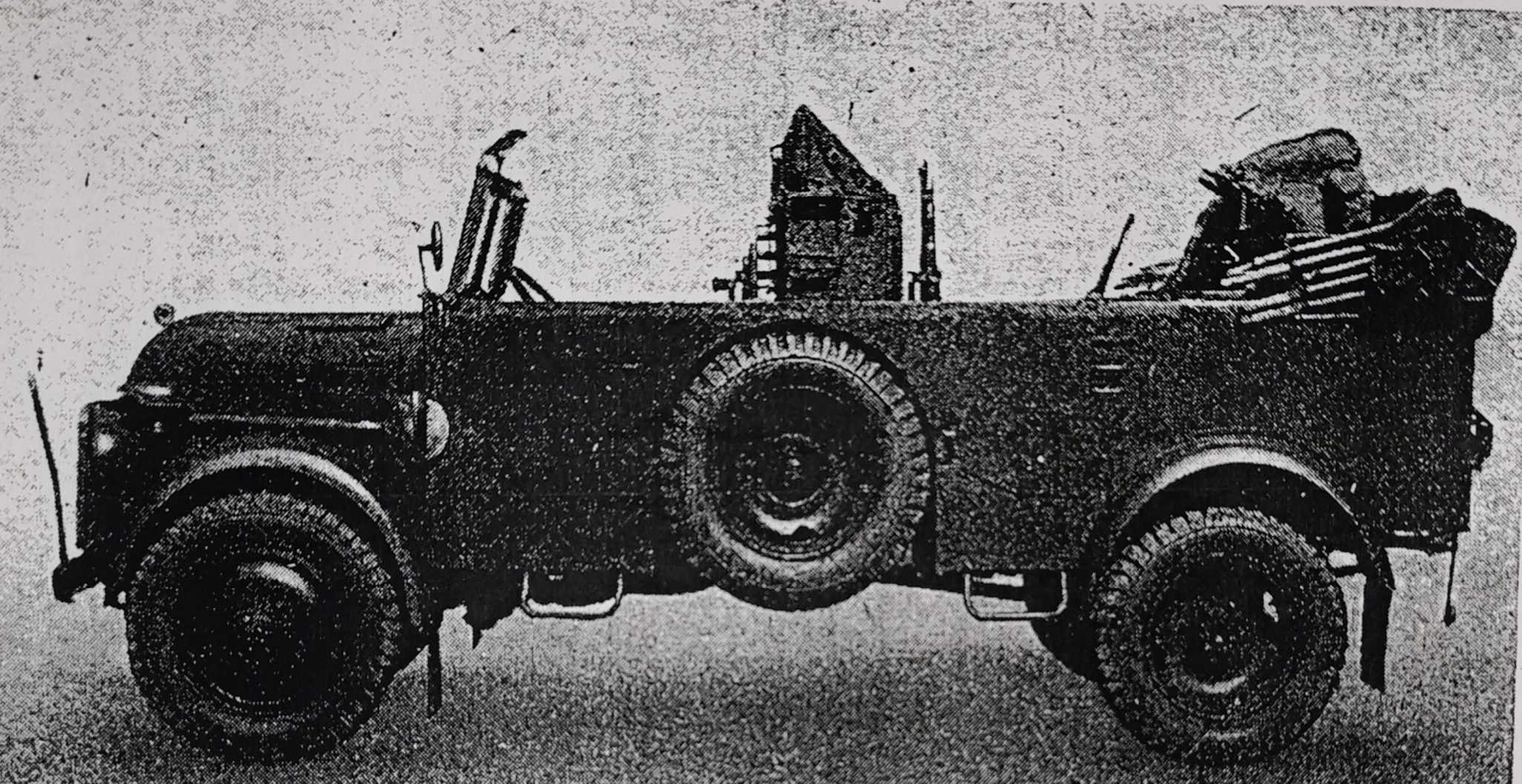
無線機装備車（Kfz. 15）
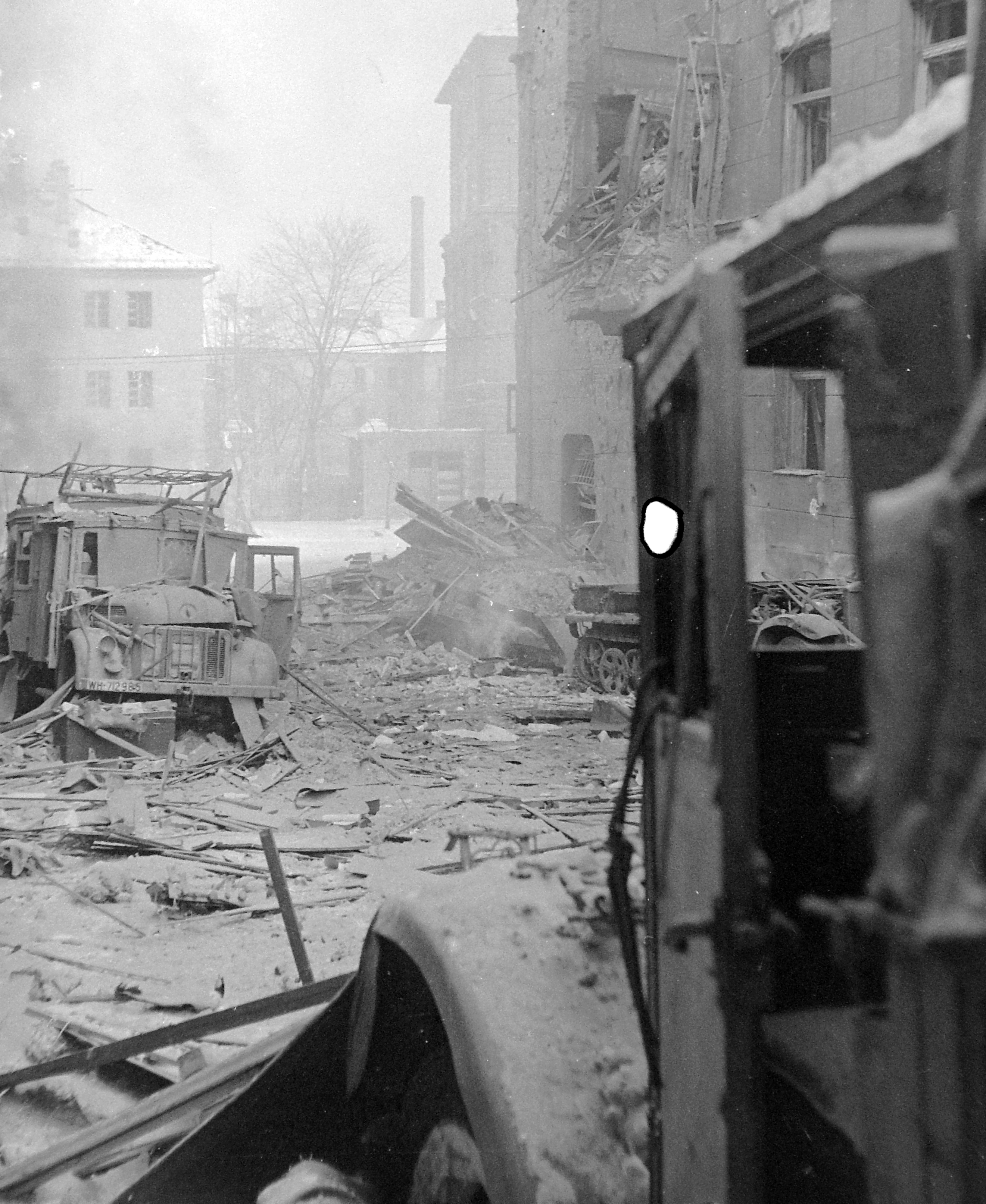
ブダペストで破壊されたボックスボディ仕様車両（Kfz.17）
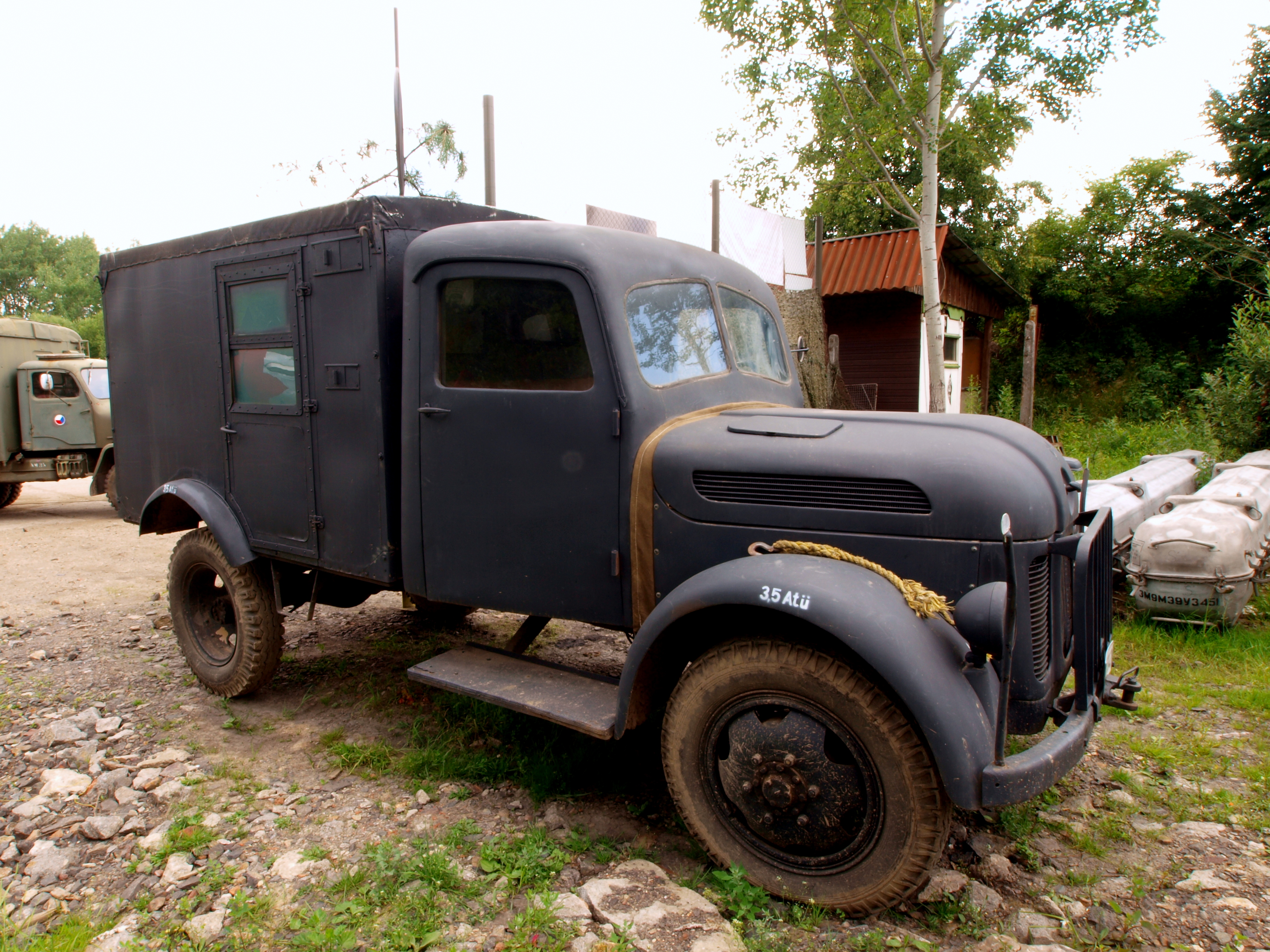
ボックスボディを架装した車両

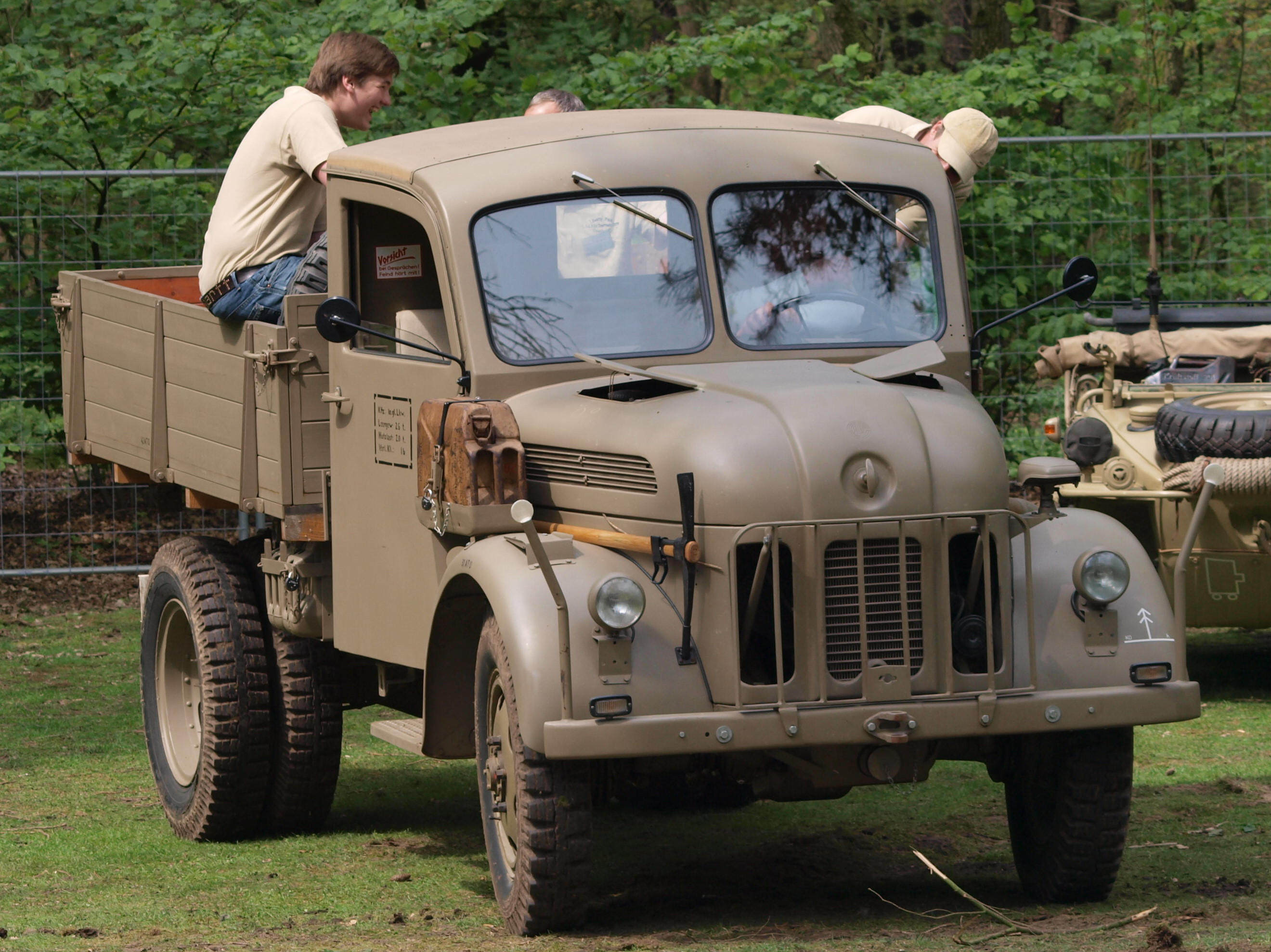
シュタイアー2000Aトラック

### シュタイアー2000A
シュタイアー2000Aモデルは1944年に作成され、ペイロードは2トンになった。このモデルは、1944年から1945年4月までに7,000両以上が製造された。空襲による操業の混乱、熟練工の不足、原材料や部品不足などの障害があるにも関わらず短期間に大量に生産されたことは、どれほどうまく組織化されていたかを示している。 
シュタイアー2000Aの技術的な変更点は、ホイールベースが長くなったことに伴い、荷台が長くなったことでペイロードは1.5トンから2トンに、車両総重量は4トンから4.6トンに増加した。

## 第二次世界大戦後

### 消防車
シュタイアーの工場はアウトウニオンの工場とは対照的に、第二次世界大戦後も解体されなかった。
1945年以前には消火設備を搭載した車両はほとんど納入されなかったが、戦後、オーストリア共和国で消防車両の更新が行われた際に採用された。オーストリアのいくつかの消防隊は、シュタイアー1500Aを改造した「LFA」(全輪駆動の消防車)として使用した。
新規に民間用消防車として製造されたものもあるが、場合によってはドイツ国防軍で使用されていた車両も改造された。
消火設備を備えた車両を架装した会社の1つがローゼンバウアーだった。

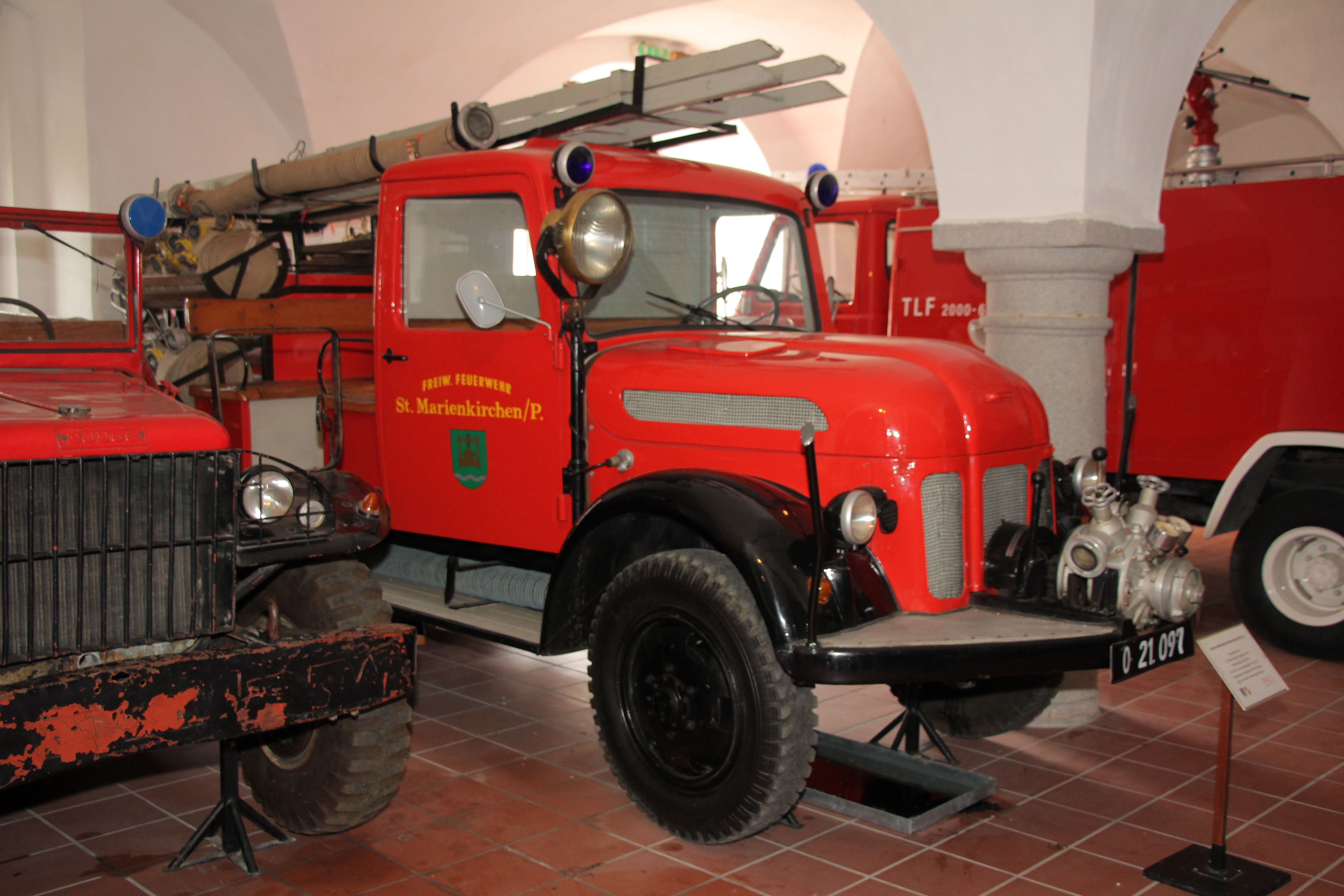
オーバーエスターライヒ州消防博物館に保存されているはしご車
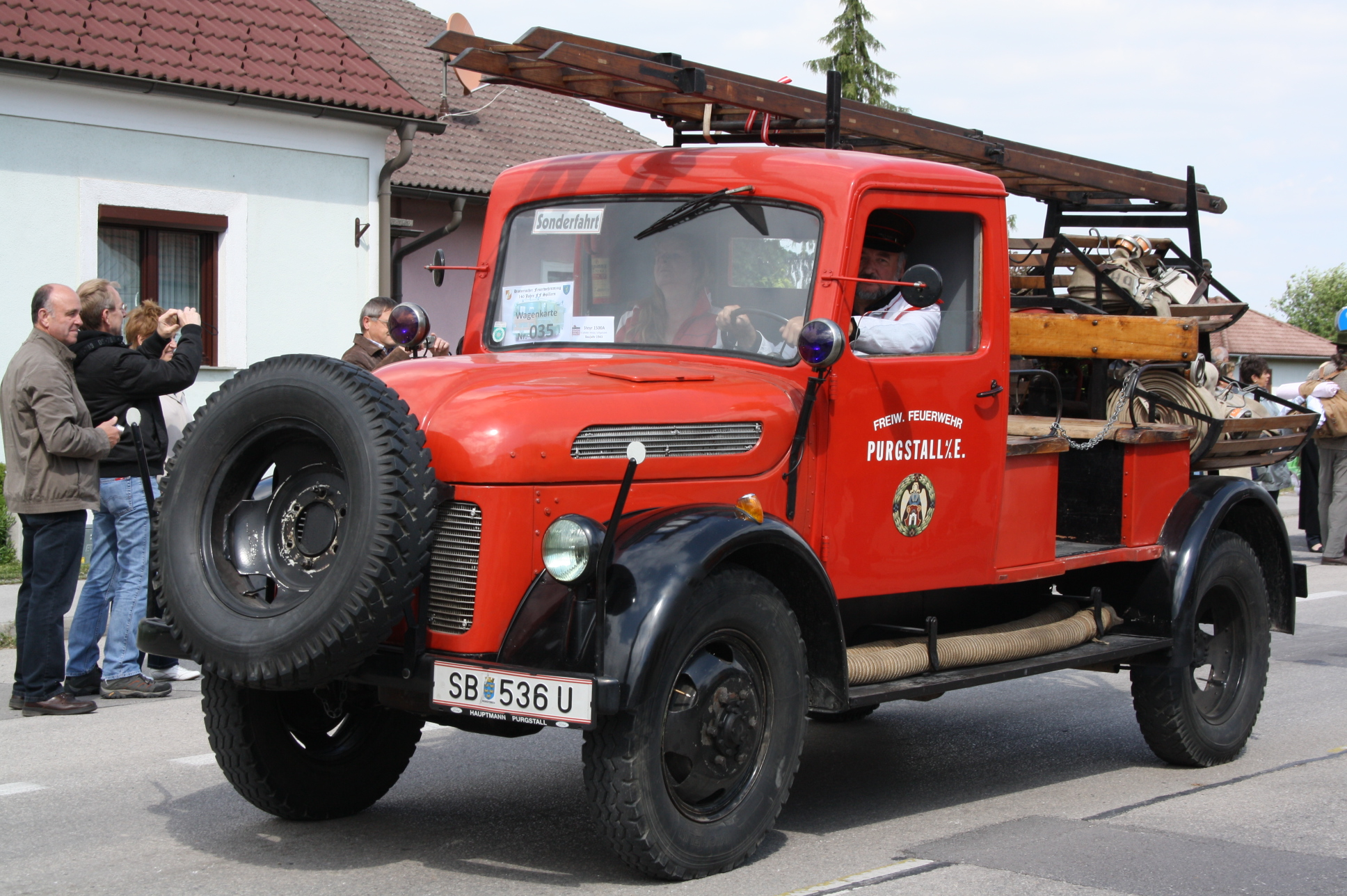
プルグストール・アン・デア・エルラウフの消防車で使われた車両